# مستقبل التاخيكينين
يوجد في الثدييات ثلاثة مستقبلات للتاخيكينين معروفة، يُرمز لها NK1, NK2 and NK3. وتندرج هذه المستقبلات الثلاثة ضمن عائلة المستقبلات المقترنة بالبروتين ج عبر الغشائية السبعة والتي تعمل على تنشيط إنزيم فُسْفُولِيباز سي لإنتاج ثلاثي فوسفات إينوزيتول (الذي يسمى مقترن Gq)

## الربط
فيما يلي الجينات وربيطات المستقبلات:
| المستقبل | الجين | الربيطة المميزة |
| NK1      | TACR1 | المادة ب        |
| NK2      | TACR2 | النُّوروكينين أ   |
| NK3      | TACR3 | النُّوروكينين ب   |

(هوكفلت وآخرون، 2001؛ صفحة، 2004؛ بينيفازر وآخرون.، 2004; ماجي، 2000)

## وصلات خارجية
- "Tachykinin Receptors". IUPHAR Database of Receptors and Ion Channels. International Union of Basic and Clinical Pharmacology. مؤرشف من الأصل في 2016-03-03.
- Tachykinin+Receptor في المكتبة الوطنية الأمريكية للطب نظام فهرسة المواضيع الطبية (MeSH).